# 重庆金融博物馆
重庆金融博物馆（英語：Chongqing Museum of Finance）是一座位于重庆市的博物馆。

## 历史
2021年5月18日建成开放，位于重庆市江北区永平门街6号重庆银行东门3-5层。展示面积3,100平方米，藏品有700余件。

## 营业时间
- 周一至周五：上午十点至下午五点半
- 周末闭馆

## 交通
- 重庆轨道交通6号线、9号线江北城站